# Hückeswagen
Hückeswagen település Németországban, azon belül Észak-Rajna-Vesztfália tartományban. Lakosainak száma 14 770 fő (2023. december 31.). Hückeswagen Wermelskirchen, Remscheid és Radevormwald községekkel határos.

## Népesség
A település népességének változása:
| Lakosok száma | 14 008 | 15 058 | 15 060 | 14 706 | 14 825 | 14 770 |
|               | 1975   | 2017   | 2019   | 2021   | 2022   | 2023   |